# L'esattore
L'esattore è un romanzo di Petros Markarīs del 2011, il settimo romanzo della serie dedicata al commissario Kostas Charitos. In Italia è stato pubblicato nel 2012 da Bompiani.

## Trama
Sullo sfondo della crisi economica che sta rendendo sempre più difficile la vita quotidiana greca, viene trovato in un sito archeologico un cadavere, avvelenato con la cicuta. I motivi dell'assassinio vengono trovati in rete: una mail, indirizzata alla vittima pubblicata dall'esecutore che si firma "Esattore nazionale", spiega come il destinatario fosse un evasore fiscale che si è rifiutato di pagare le tasse dovute allo stato. A questo omicidio ne seguono altri caratterizzati dalla stessa dinamica. Il terrore creato da questa catena di omicidi riesce a far incassare allo stato milioni di euro, facendo diventare l'Esattore un eroe nazionale e mostrando l'incapacità e la collusione della classe politica. 
L'assassino è un cavaliere solitario rendendo le indagini del commissario Charitos particolarmente difficili mentre le pressioni politiche si fanno sempre più pesanti. Il coinvolgimento di una psicologa nelle indagini permetterà al commissario di trovare una pista da seguire che lo porterà alla soluzione del caso.

## Edizioni
- Petros Markarīs, L'esattore, Collana letteratura straniera, Bompiani, 2012,  pp. 341, ISBN 9788845270376.